# Dărmăneşti
Dărmănești (udtale:dərməˈneʃtʲ; ungarsk: Dormánfalva) er en by i det østlige Rumænien, i distriktet Bacău, i dalene af floderne Trotuș og Uz. Byen er opkaldt efter en af dens ledere, "Dărman", og den tidligste omtale af byen er fra det 16. århundrede. Byen har 13.069 (2021) indbyggere,og blev officielt en by i 1989 som et resultat af Rumæniens program for systematiseringen af landdistrikterne (en).